# Bärglistock
Der Bärglistock (früher auch Berglistock) ist ein 3655 m ü. M. hoher Berg aus Gneis in den Berner Alpen. Er liegt am Rand des UNESCO-Weltnaturerbes «Schweizer Alpen Jungfrau-Aletsch» und des Naturschutzgebiets Grimsel.

## Geografie
Der Bärglistock steht wie die beiden drei Kilometer entfernten Viertausender Schreckhorn und Lauteraarhorn im Zentrum des ausgedehnten Gletschergebiets im östlichen Berner Oberland. Mit den drei Berggraten, die von ihm ausgehen, trennt er drei Bergtäler und Flussgebiete mit grossen vergletscherten Abschnitten: Der zwei Kilometer lange Nordgrat über das Bärglijoch (3432 m ü. M.) taucht an der Rosenegg unter das Gletscherplateau am Rosenhorn (3689 m ü. M.), das vom Bärglistock aus gesehen der nächsthöhere Berggipfel ist und zur Gruppe der Wetterhörner gehört. Der drei Kilometer lange Südwestgrat zieht hinüber zum Nässihorn (3743 m ü. M.), einem Vorgipfel des Schreckhorns, und hat beim Lauteraarsattel (3124 m ü. M.) den tiefsten Punkt. Am Südostgrat des Bärglistocks beginnt die fast 20 Kilometer lange, in viele gezackte Gratabschnitte unterteilte Bergkette, die sich über die Gipfel Ankenbälli (3601 m ü. M.), Ewigschneehorn (3330 m ü. M.), Trifthoren (3229 m ü. M.), Hienderstock (3307 m ü. M.), Bächlistock (3246 m ü. M.), Brandlammhorn (3108 m ü. M.) und Brünberg (3982 m ü. M.) zum Juchlistock (2594 m ü. M.) im Grimselgebiet hinzieht.

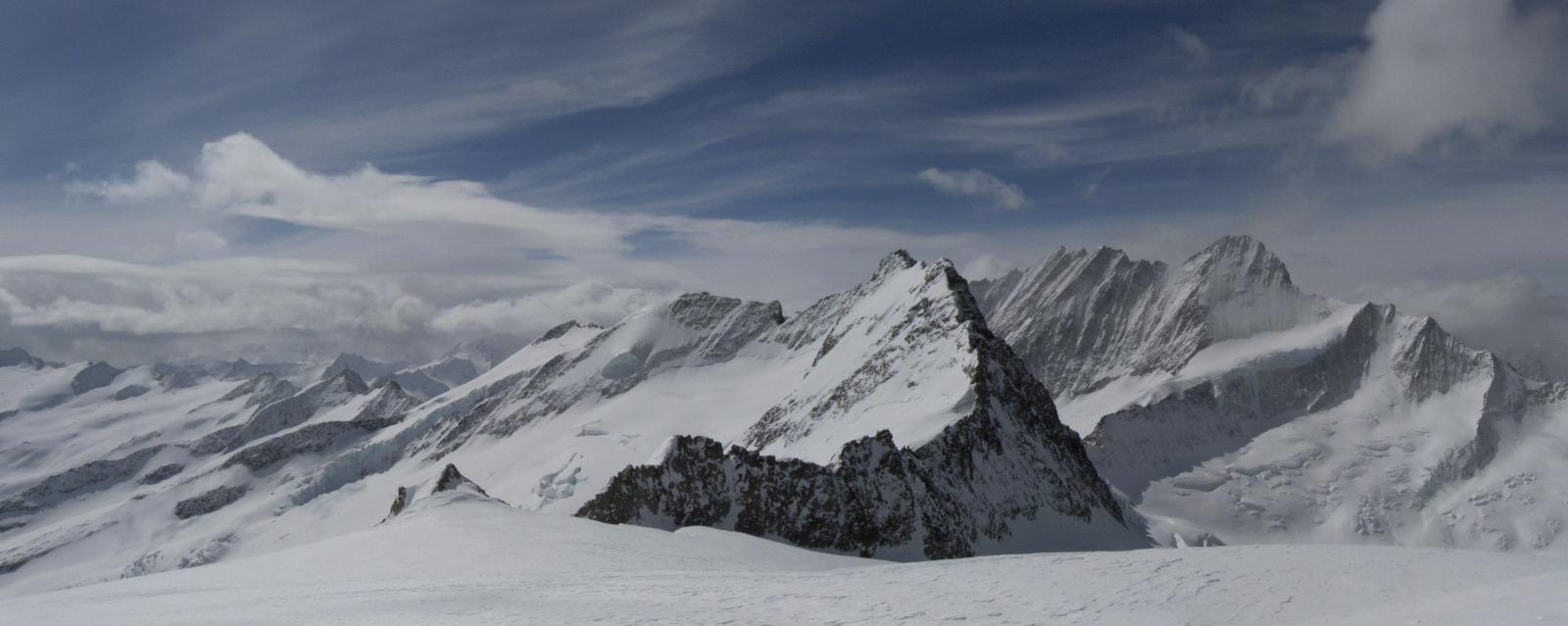
Blick von der Rosenegg über den Nordgrat zum Bärglistock

Über die drei Grate am Bärglistock verlaufen die Grenzen zwischen den Gemeinden Grindelwald im Westen, Innertkirchen im Nordosten und Guttannen im Süden. Die acht Kilometer entfernte Ortschaft Grindelwald und auch das zwölf Kilometer entfernte Guttannen liegen 2600 Meter und das ebenfalls zwölf Kilometer entfernte Innertkirchen knapp über 3000 Meter tiefer als der Berggipfel.
Auf der Westseite des Berges liegt der Obere Grindelwaldgletscher, an dem die Schwarze Lütschine entspringt. An seiner Ostwand beginnt der Gauligletscher im Tal des Ürbachwassers. Im Süden beginnt der Lauteraargletscher, der sich nach etwa sechs Kilometern mit dem Finsteraargletscher zum Unteraargletscher vereint, aus welchem auf der Höhe von 1980 m ü. M. die Aare hervorfliesst.

## Alpinismus
Gute Zugänge zum Bärglistock führen von der Glecksteinhütte über den Oberen Grindelwaldgletscher, von der Dossenhütte über den Dossensattel und den Rosenlauigletscher und die Rosenegg und von der Gaulihütte über den Gauligletscher bis zum Bärglijoch und von dort als Normalroute über den Nordgrat zum Gipfel. Der Zugang von der Lauteraarhütte führt über den Unteraar- und den Lauteraargletscher.
Die Erstbesteigung gelang am 26. September 1864.